# Heinrich Marx
Pour les articles homonymes, voir Marx.
Heinrich Marx, né Herschel Mordechai, le 15 avril 1777 à Sarrelouis et mort le 10 mai 1838 à Trèves en province de Rhénanie, est un avocat allemand. Il est le père du philosophe socialiste Karl Marx.

## Biographie
Né en 1777 dans une famille ashkénaze, Herschel Levy Mordechai est le fils de Marx Levy Mordechai (1743–1804) et Eva Lwow (1753-1823). Son père était rabbin de Trèves, fonction reprise par son frère. En 1808, en application du décret de Bayonne, la famille prend le nom de Marx.
Heinrich Marx devient avocat en 1814, alors que Trèves est encore dans le département français de la Sarre, avec égalité de droit pour tous, mais après la bataille de Waterloo, la région du Rhin fait partie de la Prusse qui limite le droit des Juifs à intervenir dans la vie administrative. Heinrich Marx est défendu par ses collègues, notamment par le président de la cour suprême de la province. Le ministre de la justice prussien rejette cet appel. En 1817, il se convertit au luthéranisme et baptise femme et enfants en 1824 et 1825. Il entretient des relations tumultueuses avec son fils Karl Marx dont il considère le parcours philosophique à l'université de Berlin moins pratique que celui des études de droit. Il meurt de tuberculose le 10 mai 1838.

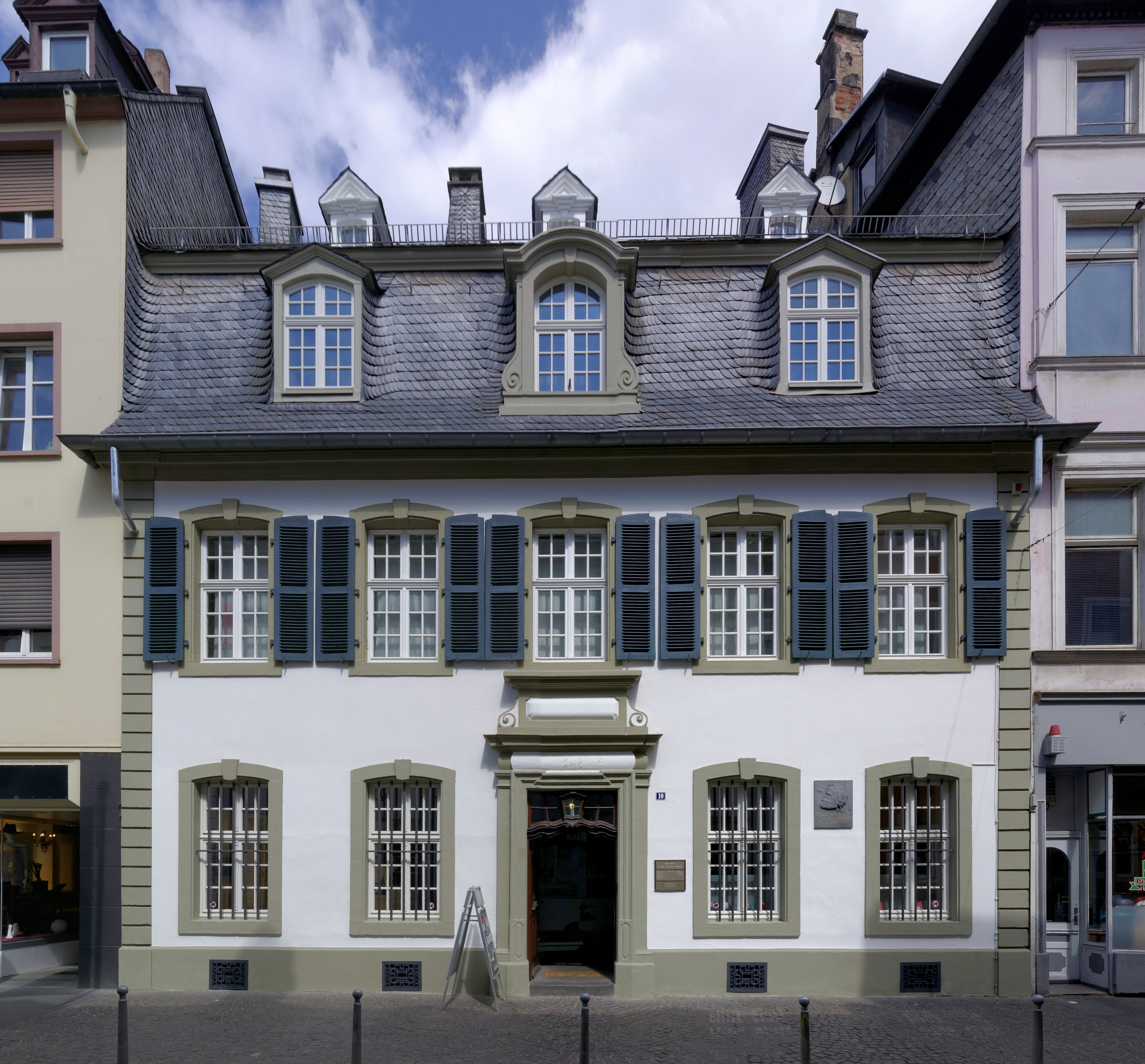
Maison d'Heinrich Marx à Trèves.

La maison de la famille d'Heinrich Marx à Trèves est devenue le musée Karl-Marx.

## Publications
- (de) Einige Bemerkungen über das napoleonische Dekret vom 17. März 1808 bei Gelegenheit der glücklichen Vereinigung unseres Landes mit der königlich-preußischen Monarchie (imprimé dans Adolf Kober (en): Karl Marx' Vater und das napoleonische Ausnahmegesetz gegen die Juden 1808
- (de) Ueber den Werth der Handelsgerichte in den Königl. Preußischen Rheinprovinzen; In : Niederrheinisches Archiv für Gesetzgebung, Rechtswissenschaft und Justiz-Verwaltung; 1er vol. , Cologne, 1817, p. 7 ff. (Archives de l'histoire sociale Digisat, vol. 8, 1968, p. 277 ff[5].)
- (de) Festrede zu Ehren der Landtagsdeputierten vom 13. Januar 1834; imprimé par Heinz Monz : Karl Marx - Grundlagen der Entwicklung zu Leben und Werk, Trèves, 1973, p. 134